# Reinaldo (football, 1957)
Pour les articles homonymes, voir Reinaldo.
 (août 2024).
José Reinaldo de Lima surnommé Reinaldo, né le 11 janvier 1957 à Ponte Nova, est un footballeur brésilien.

## Biographie
Il a joué au poste d’attaquant avec Atlético Mineiro et l'équipe du Brésil.
Il compte 37 sélections (8 non officielles) et a marqué 14 buts avec l'équipe du Brésil. Il a disputé trois matches pendant la coupe du monde 1978.  Il occupe, depuis 2004, des responsabilités politiques locales à Belo Horizonte sous les couleurs du Parti des travailleurs.

## Palmarès
- Champion de l'État du Minas Gerais en 1976, 1978, 1979, 1980, 1981, 1982, 1983 et 1985 avec Clube Atlético Mineiro

- Meilleur buteur de l'histoire de l'Atlético Mineiro avec 255 buts.

- Meilleur buteur du championnat brésilien en 1977.

- Ballon d'argent brésilien en 1977 et 1983